# Zwischenfälle bei der Liebknecht-Luxemburg-Demonstration 1988
Die Zwischenfälle bei der Liebknecht-Luxemburg-Demonstration  geschahen am 17. Januar 1988 in Ost-Berlin. Bei dem Versuch, mit eigenen Plakaten an der Demonstration teilzunehmen, wurden über 100 Personen festgenommen. Viele von ihnen konnten bzw. mussten danach in die Bundesrepublik Deutschland ausreisen, darunter 25 Bürgerrechtler gegen ihren Willen. In den folgenden Monaten wurden mehrere hundert weitere Menschen wegen Protesten dagegen verurteilt, teilweise zu Haftstrafen.

## Hintergründe

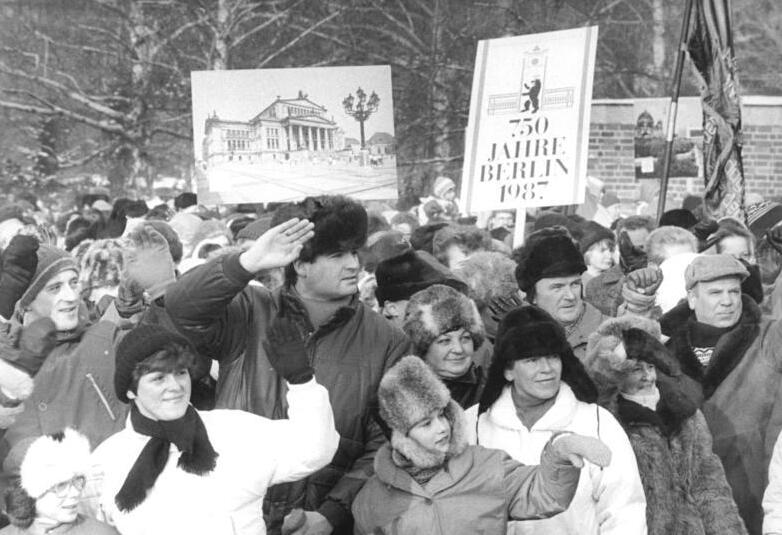
Demonstranten an der Ehrentribüne der Parteiführung (rechts, nicht im Bild), 1987

Jährlich gab es Mitte Januar in Ost-Berlin eine große Demonstration zu den Gräbern der KPD-Führer Karl Liebknecht und Rosa Luxemburg, die 1919 ermordet worden waren. Daran nahm auch die Partei- und Staatsführung teil.
Seit Mitte der 1980er Jahre hatten sich in der DDR verschiedene Oppositionsgruppen gebildet, die das Land verändern wollten, darunter die Umwelt-Bibliothek in Ost-Berlin und die Initiative Frieden und Menschenrechte. Das MfS plante im Dezember 1987, gegen einzelne bekannte Bürgerrechtler Strafprozesse einzuleiten.
Daneben gab es seit September 1987 auch die „Arbeitsgruppe Staatsbürgerschaftsrecht der DDR“, in der sich Menschen trafen, die oft seit Jahren auf die Bewilligung ihres Ausreiseantrages aus der DDR warteten. Diese wollten auch mit spektakulären Aktionen ihre baldige Ausreise erreichen.
1977 hatten bereits drei Ost-Berliner bei der Liebknecht-Luxemburg-Demonstration die Losung Freiheit ist immer auch die Freiheit der Andersdenkenden von Rosa Luxemburg mit sich getragen, wofür sie zu Haftstrafen zwischen 12 und 18 Monaten verurteilt wurden.

## Vorbereitungen

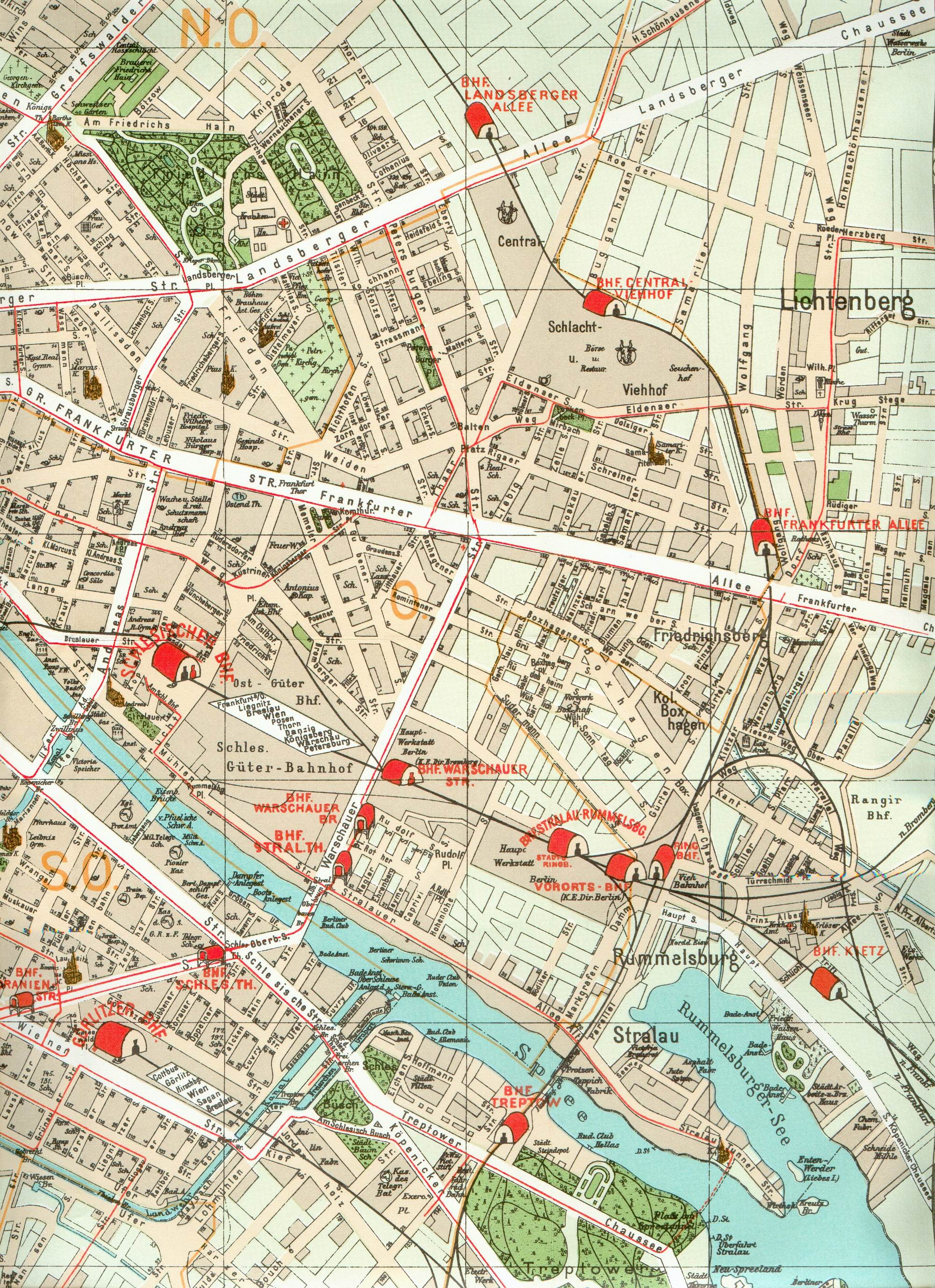
Frankfurter Allee mit Kreuzung Petersburger Straße (damals Bersarinstraße, Mitte), das Kaufhaus befand sich rechts neben Str.

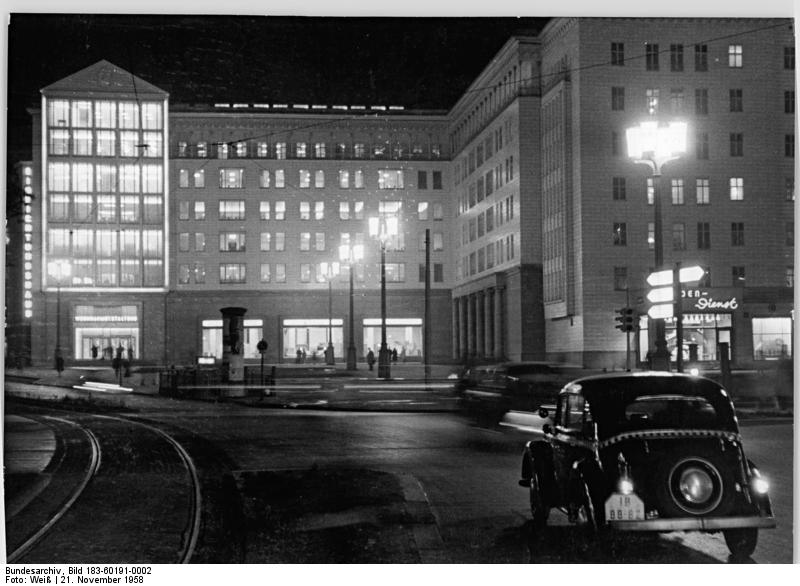
Kaufhaus (links) an der Bersarinstraße, vorne rechts die Frankfurter Allee

Etwa seit November 1987 warb der Liedermacher Stephan Krawczyk bei verschiedenen Oppositionsgruppen dafür, bei der alljährlichen Demonstration für Karl Liebknecht und Rosa Luxemburg im Januar 1988 mit eigenen Transparenten mitzulaufen. Diese sollten Zitate von Rosa Luxemburg wie „Freiheit ist immer auch die Freiheit der Andersdenkenden“ enthalten und mehr Demokratie in der DDR fordern. (Stephan Krawczyk durfte seit 1985 nicht mehr öffentlich auftreten, wie auch seine Frau Freya Klier.) Diese Idee wurde zunächst begrüßt. Als jedoch auch Mitglieder der „Arbeitsgruppe Staatsbürgerschaftsrecht der DDR“ daran teilnehmen wollten, gab es Bedenken. Man befürchtete, dass die Ausreisewilligen den Charakter der Aktion nach außen diskreditieren würden, da sie mit ihrer Teilnahme vor allem ihre eigene Ausreise befördern wollten.
Am 9. Januar 1988 trafen sich in der Umwelt-Bibliothek etwa 150 Menschen, darunter vor allem Mitglieder der Arbeitsgruppe Staatsbürgerschaft der DDR, die den Ablauf besprechen wollten. Geplant war, mit einem eigenen Block an der Demonstration teilzunehmen und die eigenen Transparente zu zeigen. Der Treffpunkt sollte um 9 Uhr am Eingang des „Haus für Sport und Freizeit“ (jetzt Humana Second Hand Kaufhaus) am Frankfurter Tor am Rand des Startortes der offiziellen Demonstration sein. Die meisten Oppositionellen lehnten eine Beteiligung aber ab, da sie durch die starke Präsenz der Ausreisewilligen ihre Anliegen nicht mehr ausreichend vertreten sahen.
Lediglich Wolfgang Templin, Vera Wollenberger und einige wenige Bürgerrechtler wollten sich trotzdem beteiligen.
Das Ministerium für Staatssicherheit plante die „Operation Störenfried“, um die Aktionen wirksam unterbinden zu können. Hauptverantwortlicher Koordinator war dort der stellvertretende Minister Generaloberst Rudi Mittig. Es wurden seit dem 13. Januar mit 118 teilnahmewilligen Personen vorbeugende Gespräche geführt, in denen sie eindringlich gewarnt wurden, an den Aktionen teilzunehmen. 19 weiteren wurde kurzfristig die Ausreise aus der DDR genehmigt, die von 17 auch wahrgenommen wurde.
Für den Treffpunkt am Frankfurter Tor und entlang der Demonstrationsstrecke an der Frankfurter Allee wurden 350 MfS-Angehörige sowie 70 Volkspolizisten und 300 weitere „gesellschaftliche Kräfte“ bereitgestellt. Die ersten erschienen gegen 1 Uhr früh am Einsatzort, um 7 Uhr waren alle anwesend.

## Teilnahmeversuche an der Demonstration
35 Personen wurden bereits auf dem Weg zur Demonstration festgenommen, darunter der Liedermacher Stephan Krawczyk und die Bürgerrechtlerin Vera Wollenberger. Wolfgang Templin verließ seine Wohnung erst gar nicht, da er wusste, dass er durch die MfS-Mitarbeiter vor der Haustür sofort festgenommen werden würde.
Gegen 8.30 Uhr erschien ein Kamerateam der ARD in der Nähe des vereinbarten Treffpunkts am Frankfurter Tor, dieses wurde sofort von einigen MfS-Mitarbeitern umgeben. Bald darauf erschien auch ein Team des ZDF, das ebenfalls Begleitung erhielt.
Gegen 9 Uhr versammelten sich einige Demonstranten an dem vereinbarten Treffpunkt vor dem Sportkaufhaus.

„Der ganze Platz am Frankfurter Tor, der war eben voll von Sicherheitsbehörden. Wir hatten uns dann auf einen kleinen Fleck, die Gruppe dann zusammen gesammelt. Jemand sagte dann: Plakate hoch! Und dann wurden die Plakate hoch gehalten und da stürzten sich dann die Sicherheitsbehörden dazwischen, rissen sie runter, sie haben also gar nicht drauf geguckt, was da draufsteht, sie haben sie einfach weggerissen.“

Es wurden große rote Fahnen zum Verdecken der Plakate hochgehoben.
Die Kamerateams wurden beim Filmen behindert. Die beteiligten Personen wurden festgenommen.
Auch weitere Personen im Umfeld, die unbeteiligt geblieben waren, wurden verhaftet.

„Von der anderen Straßenseite beobachtete Monika Walendy das Geschehen. Die 33-jährige Ärztin vom Wilhelm-Griesinger-Krankenhaus in Kaulsdorf wollte ursprünglich mitmachen. Doch ihr Mann stand dort drüben, das Risiko, dass beide verhaftet würden und ihre beiden kleinen Kinder dann allein zu Hause wären, erschien ihnen zu groß. (...) Sie selbst stand noch auf der anderen Straßenseite, als zwei Männer sie aufforderten, in einen Lada einzusteigen. Auch ihre Fahrt endete in Rummelsburg.“

Ein Mann wurde verhaftet, weil er in einer Tasche ein vorbereitetes Transparent mit sich trug.
Einer Gruppe von etwa 25 Demonstranten gelang es, bis zum Durchgang zur Liebigstraße zu gelangen. Dort wurden sie von MfS-Mitarbeitern eingekreist und festgenommen. Ein Reporter konnte mit einem versteckten Aufnahmegerät unter einer Mütze etwa eine halbe Stunde lang unbemerkt Tonaufnahmen der Festnahmen machen, ehe er von den Sicherheitskräften entdeckt und des Ortes verwiesen wurde.

## Festnahmen und Proteste
Es wurden nach internen Angaben des MfS insgesamt 105 Personen festgenommen, darunter der Liedermacher Stephan Krawczyk, die Bürgerrechtler Vera Wollenberger und Frank-Herbert Mißlitz, sowie die Mitarbeiter der Umwelt-Bibliothek Till Böttcher, Andreas Kalk und Bert Schlegel. Gegen 66 wurde ein Ermittlungsverfahren wegen Zusammenrottung eingeleitet, darunter gegen 41 Ausreisewillige, gegen zwei weitere wurde ein Überprüfungsverfahren eingeleitet. 37 Personen wurden nach Verwarnungen wegen geringfügiger Beteiligung wieder freigelassen.
Die verbliebenen Inhaftierten wurden in das Untersuchungsgefängnis der Staatssicherheit in der Magdalenenstraße in Berlin-Lichtenberg überführt.
Über die Ereignisse berichteten die westlichen Fernseh- und Rundfunksender (wobei es nur wenige verwendbare Bildaufnahmen gab).
In der DDR gab es bald zahlreiche Proteste gegen die Verhaftungen. In mehreren Ost-Berliner Kirchen fanden in den folgenden Tagen regelmäßige Veranstaltungen wie Fürbittgottesdienste, Informationen und Mahnwachen statt. Der evangelische Bischof Gottfried Forck setzte sich persönlich für die Inhaftierten ein und konnte einige Freilassungen erreichen.
Den meisten inhaftierten Ausreisewilligen wurde die Ausreise genehmigt, die dann auch bald erfolgte. Einige Bürgerrechtler wollten aber in der DDR bleiben und verweigerten eine Ausreise.
Freya Klier verlas am 22. Januar eine Erklärung im westdeutschen Fernsehen, in der sie die Freilassung ihres Mannes Stephan Krawczyk forderte und westdeutsche Künstler aufrief, bis dahin nicht mehr in der DDR aufzutreten.

## Weitere Verhaftungen und Ausreisen
Am 25. Januar wurde Freya Klier verhaftet, ebenso die Bürgerrechtler Bärbel Bohley, Wolfgang und Lotte Templin, Ralf Hirsch und Werner Fischer von der Initiative Frieden und Menschenrechte.
Der Vorwurf gegen sie lautete „landesverräterische Verbindungsaufnahme“. Dieses bezog sich vor allem auf ihre intensiven Kontakte zu westlichen Medien, aber auch zu Roland Jahn (dem späteren Beauftragten für die Stasi-Unterlagen), der in West-Berlin ein wichtiger Ansprechpartner für DDR-Oppositionelle war.
Nun wuchs der Protest in der DDR weiter an. Zu den jeden zweiten Tag organisierten Fürbittgottesdiensten in Berlin kamen bis zu 3000 Menschen. Auch in vielen kleineren Orten gab es Proteste in kirchlichen Veranstaltungen und außerhalb.

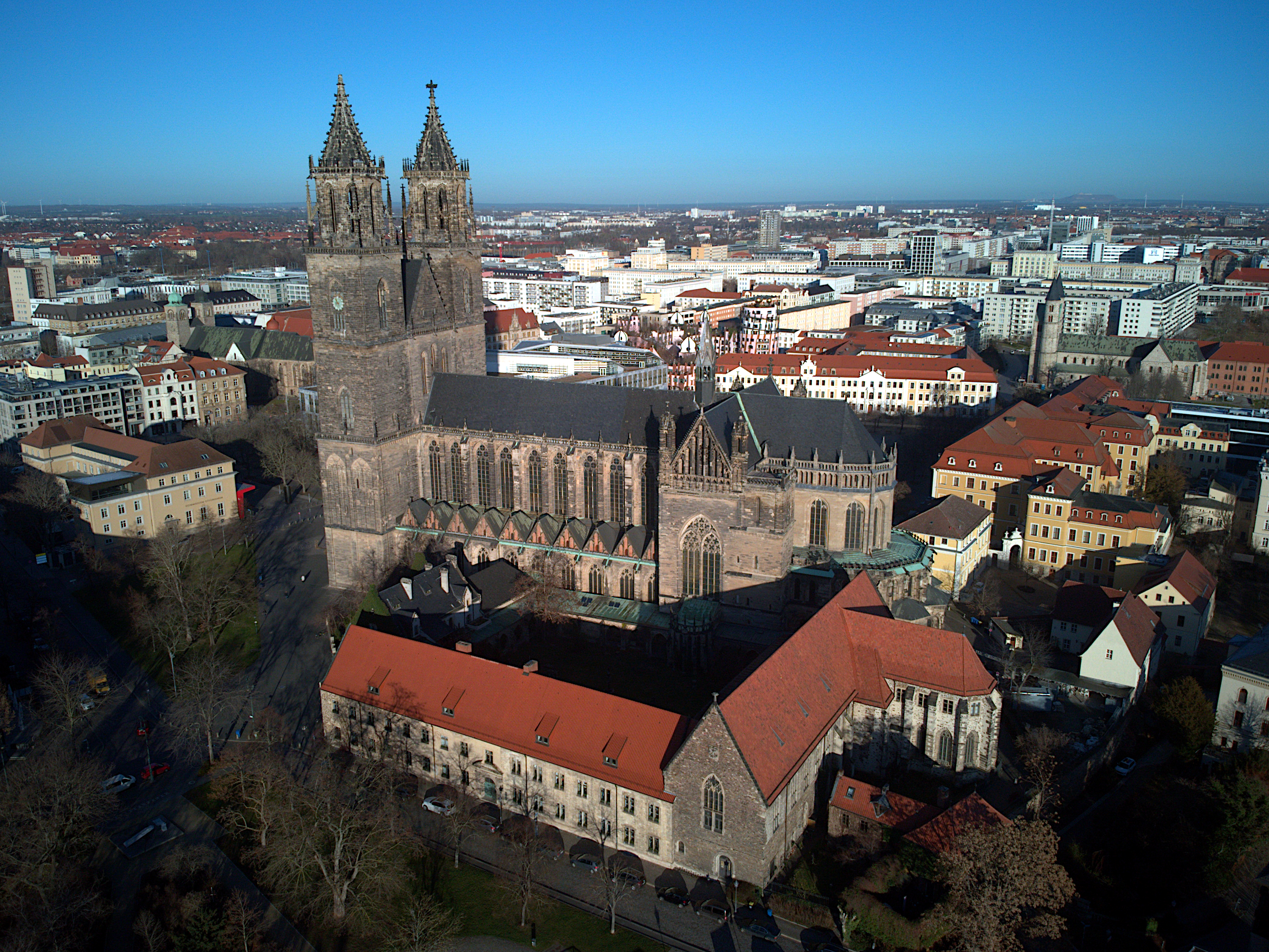
Magdeburger Dom – das Konsistorium ist das helle parallele Gebäude im Vordergrund.

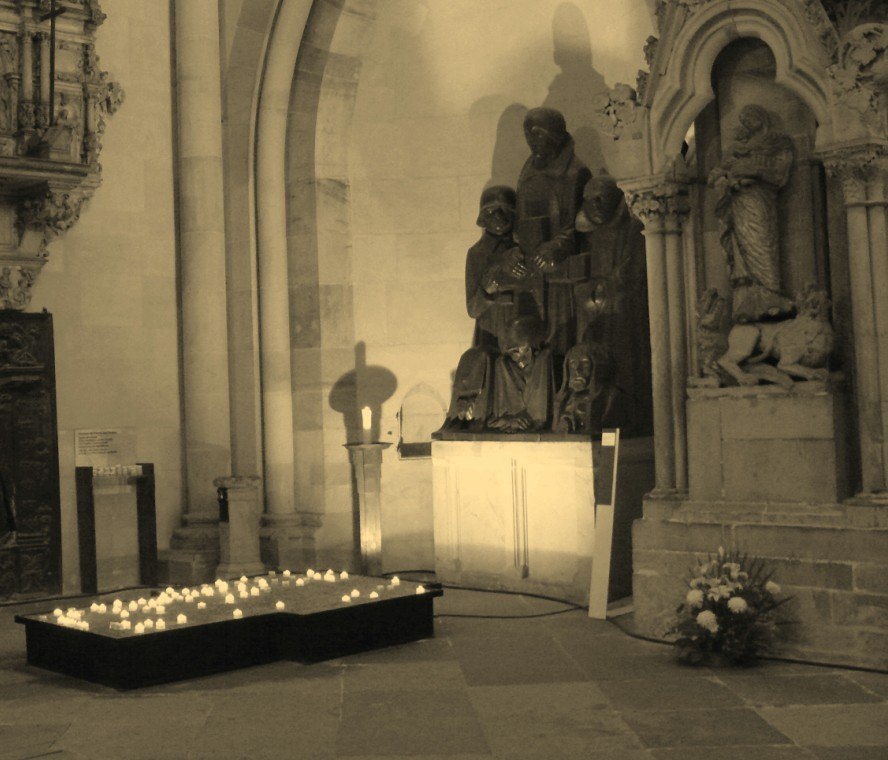
Magdeburger Ehrenmal von Ernst Barlach

Im Magdeburger Dom wuchs die Beteiligung an den täglich durchgeführten „Fürbittgebeten für die inhaftierten Christen und Bürgerrechtler der DDR“ zu einer Protestlawine mit zuletzt bis zu 2000 Beteiligten an. Tagsüber wurde Werbung mit Plakaten für die Abendveranstaltungen am Barlach-Denkmal gemacht. An dem kritischen Wochenende zwischen Verhaftung und Abschiebung der Bürgerrechtler kam die Staatssicherheit mit großem Aufgebot in den Dom, um wenigstens die Werbung zu verhindern. Da sich die Protestgruppe mit Plakaten und Kerzen in der Hand nicht einschüchtern ließ, zog sie unter heimlicher Mitnahme des öffentlich ausliegenden Gästebuches des Domes unverrichteter Dinge wieder ab. In diesem Buch hatten sich in wenigen Tagen Hunderte auch kritisch geäußert. Am gleichen Wochenende verhaftete die Staatssicherheit in Potsdam 20 Personen in flagranti bei einer Mahnwache und holte sie gewaltsam aus einer Kirche heraus. Ein Domführer erklärte am Barlach-Denkmal auch die aktuelle Situation, während andererseits die Dolmetscherin für eine sowjetische Reisegruppe falsch übersetzte und von „Gebeten für den Weltfrieden“ sprach. Da zu diesem Zeitpunkt bereits Glasnost und Perestroika in der Sowjetunion eingeführt waren und einige sowjetische Touristen die deutschen Plakate lesen konnten, wurde sie deswegen auf Russisch heftig kritisiert. Abgestellte Protestplakate und Widerstandszeichen wurden regelmäßig und schnellstmöglich durch den Domküster entfernt, Domprediger Giselher Quast verwies in einer Befragung durch die Staatssicherheit auf die Verantwortung anderer Gruppen wie den Friedensarbeitskreis der Martinsgemeinde (Pfarrer Rainer Bohley), den Domökokreis und den Quäkerandachtskreis Magdeburg für diese täglichen Fürbitten. Aber auch donnerstags, als die Domgemeinde selbst die Fürbitten verantwortete, hatten trotz eines massiven Aufgebots von Kirchenleitung, Domgemeinde, anderen Kirchenfunktionären, Funktionären von Ost-CDU, SED etc. und Stasi-IMs die Protestierenden die weit überwiegende Mehrheit, was einen Freiraum für provozierende Fürbitten für Staat und Kirche ließ. Noch in der Friedensdekade im November 1987 wurde jeder Wortbeitrag vom Konsistorium der Evangelischen Kirche der Kirchenprovinz Sachsen am Magdeburger Dom zuvor zensiert und zensierte Betroffene nutzten daraufhin aus Protest ihre Redezeit, um minutenlang vor dem Mikrophon zu schweigen. Erst die Ausbürgerung der Bürgerrechtler konnte die Protestlawine im Magdeburger Dom auf ihrem Höhepunkt stoppen. Nach diesem Erfolg der Staatsmacht zensierte das Konsistorium auch das neue Magdeburger alternative Kirchenblatt zu Umwelt- und Friedensfragen „Ausblick“. Die Wende und friedliche Revolution in der DDR wurde noch einmal für 20 Monate abgewendet.
An Häuserwänden, Bushaltestellen und anderen öffentlichen Orten waren Parolen wie Freiheit für Stephan und Freya und Ich bin Krawczyk zu lesen, es gab auch zahlreiche Flugblätter. Auch in vielen westlichen und östlichen Ländern gab es zahlreiche Proteste gegen die Verhaftungen.
Am 25. Januar wurden fünf Ausreisewillige zu Haftstrafen bis zu über einem Jahr verurteilt.
Am 28. Januar wurde Vera Wollenberger zu einem halben Jahr Haft durch das Bezirksgericht Lichtenberg verurteilt, am 1. Februar die drei Mitarbeiter der Umwelt-Bibliothek Till Böttcher, Andreas Kalk und Bert Schlegel.
Die verbliebenen Inhaftierten weigerten sich weiter, einer Ausreise in die Bundesrepublik zuzustimmen, da sie in der DDR weiter für Veränderungen eintreten wollten.
Vertreter der evangelischen Kirche bemühten sich weiter um eine Vermittlung mit den Verantwortlichen.
Die Rechtsanwälte Wolfgang Schnur, Lothar de Maizière und Gregor Gysi drängten ihre Mandanten, der Ausreise zuzustimmen. Dabei verschwiegen sie bewusst die breite Protestbewegung, die es in der DDR für sie gab. Stattdessen erklärten sie ihnen die drohenden mehrjährigen Haftstrafen.
Am 1. Februar unterschrieben Stephan Krawczyk und Freya Klier ihren Ausreiseantrag. Am 2. Februar wurden sie in den Westen abgeschoben, ebenso Bert Schlegel. An diesem Tag war auch der evangelische Bischof Gottfried Forck im Untersuchungsgefängnis bei den Inhaftierten.
In den folgenden Tagen erklärten Stephan Krawczyk und Freya Klier, dass die Ausreise gegen ihren Willen erfolgt sei und dass sie von ihrem Rechtsanwalt Wolfgang Schnur getäuscht worden seien. (Dieser war Inoffizieller Mitarbeiter des MfS, wie sich später herausstellte.)
In den nächsten Tagen stimmten auch alle anderen inhaftierten Bürgerrechtler notgedrungenermaßen ihrer Ausreise zu. Einzelnen gelang es, diese zu befristen, so Bärbel Bohley für ein halbes Jahr und Wolfgang und Lotte Templin für zwei Jahre.
Insgesamt wurden im Februar 1988 25 Bürgerrechtler gegen ihren Willen in den Westen abgeschoben.
In vielen Orten der DDR kam es danach zu Ermittlungsverfahren wegen der Proteste gegen die Inhaftierungen. Zwischen dem 1. Februar und dem 20. März wurden 120 Personen verurteilt, davon etwa 60 zu Haftstrafen. In den folgenden Monaten gab es mehrere hundert weitere Verurteilungen und auch weitere Abschiebungen. Die meisten wurden kaum bekannt, da die Betroffenen keine prominenten Personen waren.

## Ergebnis
Diese Ausreisen waren kurzfristig ein großer Erfolg für die DDR-Verantwortlichen.
Es war ihnen gelungen, die bekanntesten Vertreter der Opposition in den Westen abzuschieben. Am 24. Februar konnte Minister Erich Mielke einen erfolgreichen Abschluss der Operation erklären.
Die Unzufriedenheit und die Proteste in Teilen der DDR-Bevölkerung blieben aber. Besonders die Ausreisewilligen machten mit weiteren Aktionen auf sich aufmerksam.
Das folgende Jahr 1989 nahm dann eine rasante Entwicklung.